# Kazimierz Sidorczuk
Kazimierz Sidorczuk (Szczecin, 4 maart 1967) is een voormalig profvoetballer uit Polen. Hij speelde als doelman en sloot zijn carrière in 2006 af bij Kapfenberger SV in Oostenrijk.

## Interlandcarrière
Sidorczuk kwam in totaal veertien keer uit voor de nationale ploeg van Polen in de periode 1990–1999. Hij maakte zijn debuut op 19 december 1990 in de vriendschappelijke uitwedstrijd tegen Griekenland (1-2), net als Tomasz Cebula, Dariusz Grzesik en Andrzej Lesiak. Sidorczuk viel in dat duel in de rust in voor Józef Wandzik. Zijn veertiende en laatste interland speelde hij op 31 maart 1999 in de EK-kwalificatiewedstrijd tegen Zweden (0-1).

## Erelijst
Lech Poznań
- Pools landskampioen

1990, 1992, 1993
- Poolse Supercup

1990, 1992
 Sturm Graz
- Oostenrijks landskampioen

1998, 1999
- Oostenrijks bekerwinnaar

1999
- Oostenrijkse Supercup

1998, 1999